# Сывтозеро
Сы́втозеро (устар. Сывт-озеро) — пресноводное озеро в северо-западной части Плесецкого района Архангельской области. Находится на территории Ундозерского сельского поселения. Одно из крупнейших озёр Плесецкого района.
Площадь поверхности озера — 7,9 км², площадь его водосборного бассейна — 152 км². Озеро находится на высоте 164 м над уровнем моря. В озеро впадает ручей Карельский. Из озера вытекает река Сывтуга, впадающая в реку Кожа (бассейн реки Онега). К востоку от Сывтозера находится озеро Шардозеро.